# Сандра Морґан
Сандра Морґан (англ. Sandra Morgan, 6 червня 1942) — австралійська плавчиня.
Олімпійська чемпіонка 1956 року, учасниця 1960 року. Переможниця Ігор Співдружності 1958 року.